# Casa de Guelfo
A Casa de Welf (também conhecido como Guelf ou Guelfo) foi uma dinastia europeia que incluiu muitas monarquias alemãs e britânicas dos séculos XI ao XX.